# Čumaš (jezična porodica)
Chumashan je porodica američkih indijanskih jezika s obale Santa Barbare na južnom primorju Kalifornije. Ova porodica obuhvaća jezike Indijanaca Chumash, koji se dalje dijele na više plemena, od kojih svako govori vlastitim dijalektom. Pripada Velikoj porodoci Hokan a predstavnici su: Barbareño (dijalekt jezika central chumash), Canaleño, Cruzeño (Island Chumash, Ysleño, Isleño), Ineseño (Inezeño, Ynezeño; dijalekt jezika central chumash)), Obispeño (northern chumash), Purisimeño (dijalekt jezika central chumash), Ventureño (dijalekt jezika central chumash)

## Jezici
Obuhvaća (7) jezika u SAD-u: barbareño [boi], †; chumash [chs], nema poznatih govornika; cruzeño [crz], †; ineseño [inz], †; obispeño [obi], †; purisimeño [puy], †; ventureño [veo]†

## Vanjske poveznice
- Ethnologue (14th)
- Ethnologue (15th)
- Ethnologue Family